# Segundo Ruiz Belvis

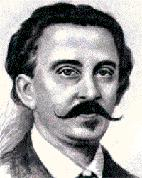
Segundo Ruiz Belvis

Segundo Ruiz Belvis (* 13. Mai 1829 in Hormigueros, Puerto Rico; † 3. November 1867 in Valparaíso, Chile) war ein Abolitionist, der auch für die Unabhängigkeit Puerto Ricos kämpfte.

## Leben
Belvis besuchte in Aguadilla die Schule. An der Universität von Caracas in Venezuela schaffte er einen Abschluss in Philosophie. Außerdem absolvierte er ein Jura-Studium an der Zentral-Universität von Madrid.
1859 kehrte er nach Puerto Rico zurück, wo er sich für die Abschaffung der Sklaverei einsetzte. Zunächst befreite er die Sklaven in seiner Hacienda. Dann freundete er sich mit Ramón Emeterio Betances an und trat dessen Geheimorganisation The Secret Abolitionist Society bei. Die Gruppe taufte und emanzipierte Tausende von schwarzen Kindersklaven und veranstaltete in der Kathedrale von Mayagüez die „aguas de libertad“ (Wasser der Freiheit). Später zog Belvis nach Mayagüez, wo er als Rechtsanwalt praktizierte. Die Bürger der Stadt nannten ihn „die Gerechtigkeit des Friedens“.
1865 trat Belvis in Madrid als Vertreter des Abolitionismus vor den Cortes Generales auf. Obwohl die spanischen Machthaber seine Ideen als gefährlich einstuften, markierten sie dennoch den Beginn einer Bewegung, die schließlich zur Befreiung der Sklaven in den übrigen spanischen Kolonien in Lateinamerika führte.
Bei seiner Rückkehr nach Puerto Rico musste Belvis feststellen, dass der spanische Gouverneur José María Marchesi Oleaga nicht mit seinen liberalen Ideen einverstanden war, weshalb er mit seinen Freunden ins Exil verbannt wurde. 1866 landete er schließlich in New York City, wo er gemeinsam mit Betances und anderen Patrioten das Revolutionskomitee von Puerto Rico (Comité Revolucionario de Puerto Rico) gründete. Daraus entstand der Plan einer bewaffneten Expedition auf die Insel, die schließlich zum Grito de Lares führte. Während dieser Zeit erkrankte Belvis, was ihn jedoch nicht davon abhielt, in die chilenische Stadt Valparaíso zu reisen, um dort finanzielle Unterstützung für die geplante Revolution zu erhalten. Belvis starb in Chile und erfuhr nicht, dass der Grito de Lares scheiterte. Die Verwirklichung seines Traums vom Ende der Sklaverei in Puerto Rico am 22. März 1873 erlebte er nicht mehr.
Zu Ehren von Segundo Ruiz Belvis sind viele Straßen und eine Schule nach ihm in Puerto Rico benannt. In Chicago gibt es ein Kulturzentrum und in der Bronx von New York City ein „Diagnostic and Treatment Center“, die ebenfalls seinen Namen tragen.
| Personendaten    | Personendaten                   |
| ---------------- | ------------------------------- |
| NAME             | Ruiz Belvis, Segundo            |
| KURZBESCHREIBUNG | puerto-ricanischer Abolitionist |
| GEBURTSDATUM     | 13. Mai 1829                    |
| GEBURTSORT       | Hormigueros, Puerto Rico        |
| STERBEDATUM      | 3. November 1867                |
| STERBEORT        | Valparaíso, Chile               |